# Moechotypa marmorea
Moechotypa marmorea es una especie de escarabajo longicornio del género Moechotypa, tribu Ceroplesini, subfamilia Lamiinae. Fue descrita científicamente por Pascoe en 1864.

## Descripción
Mide 22 milímetros de longitud.

## Distribución
Se distribuye por Malasia (Borneo).